# Eskeko
Eskeko est le mot basque désignant le fruit de l'aumône y compris l'aumône elle-même. On pense que ce qui est recueilli par petites fractions, du fait de la participation de plusieurs personnes, possède une force ou une vertu mystique qui ne pourrait être atteinte d'une autre manière. Dans certains coins par exemple, on pense que si l'on fait célébrer une messe pour obtenir la guérison d'une personne donnée, le succès sera bien mieux assuré si les honoraires sont recueillis parmi les voisins. Si un enfant tarde à parler, on lui fait manger du pain, des fruits, etc. recueillis dans le voisinage sous forme de dons.

## Étymologie
Eskeko signifie « aumône » en basque. 